# Лютий 2023
Лютий 2023 — другий місяць 2023 року, що розпочався у середу 1 лютого та закінчився у вівторок 28 лютого.

## Події
- 4 лютого
  - Китайську повітряну кулю збили над Атлантичним океаном, підозрюючи її у веденні розвідки у США[1].
- 6 лютого
  - У Туреччині в провінції Кахраманмараш відбувся землетрус магнітудою 7,8, загинули десятки тисяч людей[2].
- 13 лютого
  - Астероїд Sar2667 зайшов у атмосферу Землі над Нормандією та вибухнув у повітрі над Ла-Маншем. Це сьомий випадок в історії, коли вдалось спрогнозувати таку подію[3].
- 18 лютого
  - Відбувся Чемпіонат світу з кросу в австралійському Бетхерсті.
- 20 лютого
  - Уперше за 15 років президент США прибув з офіційним візитом до України[4].